# Ружичасти несит
Ружичасти несит (гем, пеликан) (лат. Pelecanus onocrotalus) птица је из породице пеликана (Pelecanidae). Гнезди се у мочварама и плитким језерима југоистока Европе, у Азији и Африци.

## Опис
Ово је веома крупна врста несита, тешка преко 10 kg. Дугачак је 160 cm, са распоном крила од 280 cm. Беле је боје, са ружичастим пределом око очију и ружичастим ногама.

## Распрострањење
Највећа гнездилишна колонија у Европи је у делти Дунава. Гнезди се у Македонији (Преспанско језеро) и Грчкој. У Србији се гнездио до 19. века, али је исушивањем мочвара нестао. Понекад се може наћи, у пролазу. У Азији се гнезди на истоку све до Монголије и северне Индије. Гнезди се и у Африци. Ружичасти несити из Европе и северозападне Азије зимују око Црвеног мора

## Галерија
- Пар ружичастих несита у време сезоне гнежђења у Намибији
- Глава ружичастог несита
- Пар ружичастих несита у лету
- Јаје ружичастог несита (Pelecanus onocrotalus)